# Tifoultoute
Tifoultoute (ook: Tiffoultoute) is een dorp in Marokko, acht kilometer ten westen van Ouarzazate (provincie Ouarzazate, regio Souss-Massa-Daraâ). Tifoultoute heeft ca. 480 inwoners en is een van de 15 kernen van de gemeente Tarmigte (ook: Tarmigt).
Het dorp is met name bekend vanwege de kasbah Tifoultoute, die zich bevindt op een rots met uitzicht op de vallei van Oued Ouarzazate. Dit fort behoorde tot de familie van Thami El Glaoui, Pasha van Marrakech van 1912 tot 1956. Een deel van de kasbah werd in de jaren 60 omgebouwd tot een hotel/restaurant, waar onder andere de acteurs voor de film Lawrence of Arabia werden ondergebracht. Andere bronnen melden dat hier scènes van deze film werden opgenomen. De kasbah is een toeristische attractie en kan tegen betaling bezichtigd worden. Bepaalde delen ervan zijn ernstig in verval.

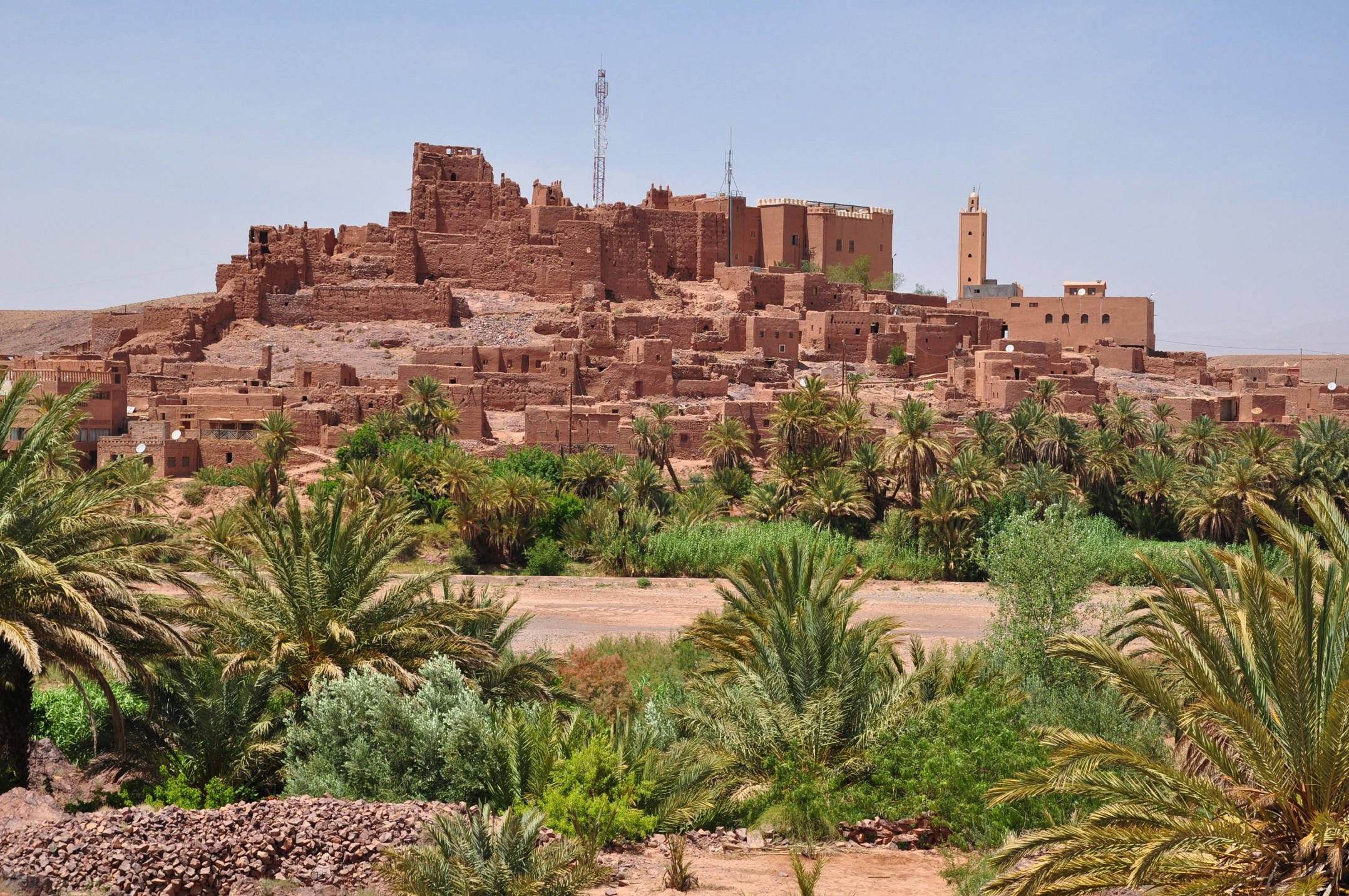
Kasbah Tifoultoute, met het droge Oued Ouarzazate.